# Turó de Vilarmau
El Turó de Vilarmau és una muntanya de 1.074 metres que es troba al municipi d'Arbúcies, a la comarca de la Selva.